# Saison 2 de 9-1-1
Chronologie
Saison 1 Saison 3
Cet article présente le guide des épisodes de la deuxième saison de la série télévisée américaine 9-1-1.

## Généralités
- Aux États-Unis, cette saison est diffusée en deux parties, la première depuis le 23 septembre 2018, et la deuxième à partir du 18 mars 2019, sur le réseau Fox.
- Au Canada, elle est diffusée en simultané sur le réseau Global.

## Distribution

### Acteurs principaux
- Angela Bassett (VF : Maïk Darah) : Athena Grant
- Peter Krause (VF : Guillaume Orsat) : Robert « Bobby » Nash
- Jennifer Love Hewitt (VF : Sophie Arthuys) : Maddie Buckley[1]
- Oliver Stark (VF : Franck Lorrain) : Evan « Buck » Buckley
- Kenneth Choi (VF : Marc Perez) : Howard « Chimney » Han
- Aisha Hinds (VF : Laura Zichy) : Henrietta « Hen » Wilson
- Ryan Guzman (VF : Pascal Nowak) : Edmundo « Eddie » Diaz[2]
- Rockmond Dunbar (VF : Gilles Morvan) : Michael Grant
- Corinne Massiah (VF : Cécile Gatto) : May Grant
- Marcanthonee Jon Reis (VF : Gwenaëlle Julien) : Harry Grant

### Acteurs récurrents
- Gavin McHugh : Christopher Diaz (6 épisodes)
- Debra Christofferson : Sue Blevins (5 épisodes)
- Brian Hallisay[3] : Doug Kendall (5 épisodes)
- Bryan Safi : Josh Russo (5 épisodes)
- Tracie Thoms : Karen Wilson (4 épisodes)

### Invités
- Tiffany Dupont : Ali (épisodes 2, 3 et 8)
- Cocoa Brown (en) : Carla Price (épisodes 4 et 7 et 18)
- Rachel Breitag : Tatiana (épisode 4)
- Abby Brammell (VF : Laurence Dourlens) : Eva Mathis, l'ex de Hen (épisodes 5 et 9)
- Christine Estabrook[4] : Gloria (épisode 5)
- Megan West (VF : Caroline Victoria) : Taylor Kelly (épisodes 6 et 8)
- Devin Kelley : Shannon Diaz, la mère de Christopher et ex-compagne d'Eddie (épisodes 7, 10 et 13,17)
- Alex Loynaz : Terry Flores (épisode 7)
- Romy Rosemont : Lola (épisode 8)
- Reggie Austin (VF : Namakan Koné) : Glenn, le compagnon de Michael (épisodes 8 et 10)
- Brian Hallisay : Doug, l'ex-mari violent de Maddie (épisodes 10, 11 et 13)
- Charisma Carpenter[5],[6] (VF : Malvina Germain) : Maude (épisode 18)

## Épisodes

### Épisode 1:Sous haute pression
- États-Unis /  Canada : 23 septembre 2018 sur Fox / Global
- Belgique : 10 mars 2019 sur RTL-TVI
- Suisse : 7 avril 2019 sur RTS Un
- France : 25 avril 2019 sur M6

- États-Unis : 9,83 millions de téléspectateurs[7] (première diffusion)
- Canada : 2,249 millions de téléspectateurs[8] (première diffusion)
- France : 2,12 millions de téléspectateurs (10,9 %)[9] (première diffusion)

- Debra Christofferson (Sue Blevins)
- M.C. Gainey (Charlie)
- Christopher Rivas (Hector)

### Épisode 2:Séisme, première partie
- États-Unis /  Canada : 24 septembre 2018 sur Fox / Global
- Belgique : 10 mars 2019 sur RTL-TVI
- Suisse : 7 avril 2019 sur RTS Un
- France : 2 mai 2019 sur M6

- États-Unis : 6,60 millions de téléspectateurs[10] (première diffusion)
- Canada : 2,187 millions de téléspectateurs[11] (première diffusion)
- France : 2,51 millions de téléspectateurs (10,8 %)[12] (première diffusion)

### Épisode 3:Séisme, deuxième partie
- États-Unis /  Canada : 1er octobre 2018 sur Fox / Global
- Belgique : 17 mars 2019 sur RTL-TVI
- Suisse : 14 avril 2019 sur RTS Un
- France : 2 mai 2019 sur M6

- États-Unis : 6,09 millions de téléspectateurs[13] (première diffusion)
- Canada : 1,928 million de téléspectateurs[14] (première diffusion)
- France : 2,33 millions de téléspectateurs (11,1 %)[12] (première diffusion)

### Épisode 4:Le Premier Jour du reste de notre vie
- États-Unis /  Canada : 8 octobre 2018 sur Fox / Global
- Belgique : 17 mars 2019 sur RTL-TVI
- Suisse : 14 avril 2019 sur RTS Un
- France : 9 mai 2019 sur M6

- États-Unis : 5,92 millions de téléspectateurs[15] (première diffusion)
- Canada : 1,805 million de téléspectateurs[16] (première diffusion)
- France : 2,706 millions de téléspectateurs (11,6 %)[17] (première diffusion)

### Épisode 5:Le Malheur des autres
- États-Unis /  Canada : 15 octobre 2018 sur Fox / Global
- Belgique : 24 mars 2019 sur RTL-TVI
- Suisse : 21 avril 2019 sur RTS Un
- France : 9 mai 2019 sur M6

- États-Unis : 5,88 millions de téléspectateurs[18] (première diffusion)
- Canada : 1,753 million de téléspectateurs[19] (première diffusion)
- France : 2,48 millions de téléspectateurs (11,8 %)[17] (première diffusion)

### Épisode 6:Hallucinations
- États-Unis /  Canada : 22 octobre 2018 sur Fox / Global
- Belgique : 24 mars 2019 sur RTL-TVI
- Suisse : 21 avril 2019 sur RTS Un
- France : 16 mai 2019 sur M6

- États-Unis : 5,62 millions de téléspectateurs[20] (première diffusion)
- Canada : 1,931 million de téléspectateurs[21] (première diffusion)
- France : 2,492 millions de téléspectateurs (10,8 %)[22] (première diffusion)

### Épisode 7:Ces fantômes qui nous hantent
- États-Unis /  Canada : 29 octobre 2018 sur Fox / Global
- Belgique : 31 mars 2019 sur RTL-TVI
- Suisse : 28 avril 2019 sur RTS Un
- France : 16 mai 2019 sur M6

- États-Unis : 5,63 millions de téléspectateurs[23] (première diffusion)
- Canada : 1,941 million de téléspectateurs[24] (première diffusion)
- France : 2,29 millions de téléspectateurs (11,1 %)[22]

### Épisode 8:Buck 2.0
- États-Unis /  Canada : 5 novembre 2018 sur Fox / Global
- Belgique : 31 mars 2019 sur RTL-TVI
- Suisse : 28 avril 2019 sur RTS Un
- France : 23 mai 2019 sur M6

- États-Unis : 5,59 millions de téléspectateurs[25] (première diffusion)
- Canada : 1,942 million de téléspectateurs[26] (première diffusion)
- France : 2,12 millions de téléspectateurs (10 %)[27] (première diffusion)

### Épisode 9:Henrietta
- États-Unis /  Canada : 19 novembre 2018 sur Fox / Global
- Suisse : 5 mai 2019 sur RTS Un
- France : 23 mai 2019 sur M6
- Belgique : 23 février 2020 sur RTL-TVI

- États-Unis : 5,15 millions de téléspectateurs[28] (première diffusion)
- Canada : 1,729 million de téléspectateurs[29] (première diffusion)

### Épisode 10:C'est Noël!
- États-Unis /  Canada : 26 novembre 2018 sur Fox / Global
- Suisse : 5 mai 2019 sur RTS Un
- France : 30 mai 2019 sur M6
- Belgique : 23 février 2020 sur RTL-TVI

- États-Unis : 6,15 millions de téléspectateurs[30] (première diffusion)
- Canada : 1,932 million de téléspectateurs[31] (première diffusion)
- France : 2,308 millions de téléspectateurs (10,8 %)[32] (première diffusion)

### Épisode 11:Nouveaux départs
- États-Unis /  Canada : 18 mars 2019 sur Fox[33] / Global
- Suisse : 26 mai 2019 sur RTS Un
- France : 30 mai 2019 sur M6
- Belgique : 1er mars 2020 sur RTL-TVI

- États-Unis : 5,96 millions de téléspectateurs[34] (première diffusion)
- Canada : 2,229 millions de téléspectateurs[35] (première diffusion)
- France : 2,19 millions de téléspectateurs (11 %)[32] (première diffusion)

### Épisode 12:Chimney, ce héros
- États-Unis /  Canada : 25 mars 2019 sur Fox / Global
- Suisse : 2 juin 2019 sur RTS Un
- France : 6 juin 2019 sur M6
- Belgique : 1er mars 2020 sur RTL-TVI

- États-Unis : 5,66 millions de téléspectateurs[36] (première diffusion)
- Canada : 2,072 millions de téléspectateurs[37] (première diffusion)
- France : 2,518 millions de téléspectateurs (11,9 %)[38] (première diffusion)

### Épisode 13:Vivre ou mourir
- États-Unis /  Canada : 1er avril 2019 sur Fox / Global
- Suisse : 2 juin 2019 sur RTS Un
- France : 6 juin 2019 sur M6
- Belgique : 8 mars 2020 sur RTL-TVI

- États-Unis : 6,16 millions de téléspectateurs[39] (première diffusion)
- Canada : 2,108 millions de téléspectateurs[40] (première diffusion)
- France : 2,34 millions de téléspectateurs (12,1 %)[38] (première diffusion)

### Épisode 14:La Panne
- États-Unis /  Canada : 15 avril 2019 sur Fox / Global
- Suisse : 9 juin 2019 sur RTS Un
- France : 13 juin 2019 sur M6
- Belgique : 8 mars 2020 sur RTL-TVI

- États-Unis : 5,65 millions de téléspectateurs[41] (première diffusion)
- Canada : 1,922 million de téléspectateurs[42] (première diffusion)
- France : 2,67 millions de téléspectateurs (12,1 %)[43] (première diffusion)

### Épisode 15:Ocean's 9-1-1
- États-Unis /  Canada : 22 avril 2019 sur Fox / Global
- Suisse : 9 juin 2019 sur RTS Un
- France : 13 juin 2019 sur M6
- Belgique : 15 mars 2020 sur RTL-TVI

- États-Unis : 5,99 millions de téléspectateurs[44] (première diffusion)
- Canada : 1,888 million de téléspectateurs[45] (première diffusion)
- France : 2,5 millions de téléspectateurs (12,5 %)[43] (première diffusion)

### Épisode 16:Bobby, nouvelle vie
- États-Unis /  Canada : 29 avril 2019 sur Fox / Global
- Suisse : 16 juin 2019 sur RTS Un
- France : 20 juin 2019 sur M6
- Belgique : 15 mars 2020 sur RTL-TVI

- États-Unis : 5,49 millions de téléspectateurs[46] (première diffusion)
- Canada : 1,81 million de téléspectateurs[47] (première diffusion)
- France : 2,445 millions de téléspectateurs (11,2 %)[48] (première diffusion)

### Épisode 17:Colis piégé
- États-Unis /  Canada : 6 mai 2019 sur Fox / Global
- Suisse : 16 juin 2019 sur RTS Un
- France : 20 juin 2019 sur M6
- Belgique : 22 mars 2020 sur RTL-TVI

- États-Unis : 5,81 millions de téléspectateurs[49] (première diffusion)
- France : 2,17 millions de téléspectateurs (10,9 %)[48] (première diffusion)

### Épisode 18:L'Urgence de vivre
- États-Unis /  Canada : 13 mai 2019 sur Fox / Global
- Suisse : 16 juin 2019 sur RTS Un
- France : 20 juin 2019 sur M6
- Belgique : 22 mars 2020 sur RTL-TVI

- États-Unis : 6,44 millions de téléspectateurs[50] (première diffusion)
- France : 1,91 million de téléspectateurs (14,9 %)[48] (première diffusion)

## Audiences aux États-Unis
| N° d'épisode | Titre original            | Titre français                        | Chaîne | Date de diffusion originale | Audience (en millions de téléspectateurs) | Pdm sur les 18-49 ans |
| ------------ | ------------------------- | ------------------------------------- | ------ | --------------------------- | ----------------------------------------- | --------------------- |
| 1            | Under Pressure            | Sous haute pression                   | FOX    | 23 septembre 2018           | 9.83                                      | 2.6                   |
| 2            | 7.1                       | Séisme, première partie               | FOX    | 24 septembre 2018           | 6.60                                      | 1.6                   |
| 3            | Help Is Not Coming        | Séisme, deuxième partie               | FOX    | 1er octobre 2018            | 6.09                                      | 1.5                   |
| 4            | Stuck                     | Le premier jour du reste de notre vie | FOX    | 8 octobre 2018              | 5.92                                      | 1.4                   |
| 5            | Awful People              | Le malheur des autres                 | FOX    | 15 octobre 2018             | 5.88                                      | 1.4                   |
| 6            | Dosed                     | Hallucinations                        | FOX    | 22 octobre 2018             | 5.62                                      | 1.3                   |
| 7            | Haunted                   | Ces fantômes qui nous hantent         | FOX    | 29 octobre 2018             | 5.63                                      | 1.4                   |
| 8            | Buck, Actually            | Buck 2.0                              | FOX    | 5 novembre 2018             | 5.59                                      | 1.2                   |
| 9            | Hen Begins                | Henrietta                             | FOX    | 19 novembre 2018            | 5.15                                      | 1.2                   |
| 10           | Merry Ex-Mas              | C'est Noël !                          | FOX    | 26 novembre 2018            | 6.15                                      | 1.4                   |
| 11           | New Beginnings            | Nouveaux départs                      | FOX    | 18 mars 2019                | 5.96                                      | 1.2                   |
| 12           | Chimney Begins            | Chimney, ce héros                     | FOX    | 25 mars 2019                | 5.66                                      | 1.2                   |
| 13           | Fight or Flight           | Se battre ou fuir                     | FOX    | 1er avril 2019              | 6.16                                      | 1.3                   |
| 14           | Broken                    | La panne                              | FOX    | 15 avril 2019               | 5.65                                      | 1.1                   |
| 15           | Ocean's 9-1-1             | Ocean's 9-1-1                         | FOX    | 22 avril 2019               | 5.99                                      | 1.2                   |
| 16           | Bobby Begins Again        | Bobby, nouvelle vie                   | FOX    | 29 avril 2019               | 5.49                                      | 1.1                   |
| 17           | Careful What You Wish For | Colis piégé                           | FOX    | 6 mai 2019                  | 5.81                                      | 1.1                   |
| 18           | This Life We Choose       | L'urgence de vivre                    | FOX    | 13 mai 2019                 | 6.44                                      | 1.3                   |